# Tàngara ventreblava
La tàngara ventreblava o tàngara de ventre blau (llatí: Tangara cyanoventris) és una espècie d'ocell de la família de les tàngares (Thraupidae) endèmic del Brasil, més exactament dels estats de Bahia (extrem nord), Espírito Santo (sud), Minas Gerais (sud), Paranà, Rio de Janeiro (sud-est) i São Paulo (sud-est), formant una superfície total de 759.000 km².
Els seus hàbitats naturals són els boscos tropicals i subtropicals de frondoses humits, els boscos montans humits subtropicals o tropicals i els boscos antics molt degradats.
La longitud del cos és de 13,5 cm.
Louis Jean Pierre Vieillot va descriure aquest ocell de la següent manera: El cabestre i la meitat de la gola són negres; barbeta, part superior del cap i nuca de color groc verd; el mantell i les cobertes superiors de les ales, grogues i negres; l'ala i les pinnes caudals, de l'últim color i vores de groc verd; el pit i el ventre, de color blau aiguamarina (la meitat del ventre és groguenca en individus); el bec, negre i els peus, de color carn. Mida de la tàngara tacada. Es troba al Brasil.